# Райадито
Райадито (лат. Aphrastura) — род воробьиных птиц из семейства печниковые.
Представители этого рода представлены двумя видами длиной от 14 до 16,5 см, легко узнаваемые по их хвостам.
Обитают в Южной Америке.

## Виды
Международный союз орнитологов относит к роду два вида:
- Aphrastura spinicauda (Gmelin, 1789) — Шипохвостая райадито
  - Aphrastura spinicauda subantarctica Rozzi et al., 2022
- Aphrastura masafuerae (Philippi & Landbeck, 1866) — Островная райадито